# البيئة في لبنان
تُعد الموارد المائية واحدة من القضايا البيئية الرئيسية في لبنان. تمتلك البلاد موارد مائية بحجم أكبر من العديد من دول الشرق الأوسط الأخرى؛ ومع ذلك، فإن لبنان مهددة باستمرار بتناقص هذه الموارد، وخاصة خلال فصل الصيف الجاف. ويرجع ذلك إلى نقص مخزون المياه وزيادة الطلب وتغير المناخ. يتم تمويل مشاريع واسعة النطاق من قبل الحكومة والوكالات الأجنبية بغرض تحسين إمدادات المياه، وتشمل مشروع إمدادات المياه في بيروت الكبرى وإنشاء هيئة نهر الليطاني.
تم إنشاء عدد كبير من المنظمات البيئية غير الحكومية في لبنان.

## الموارد المائية

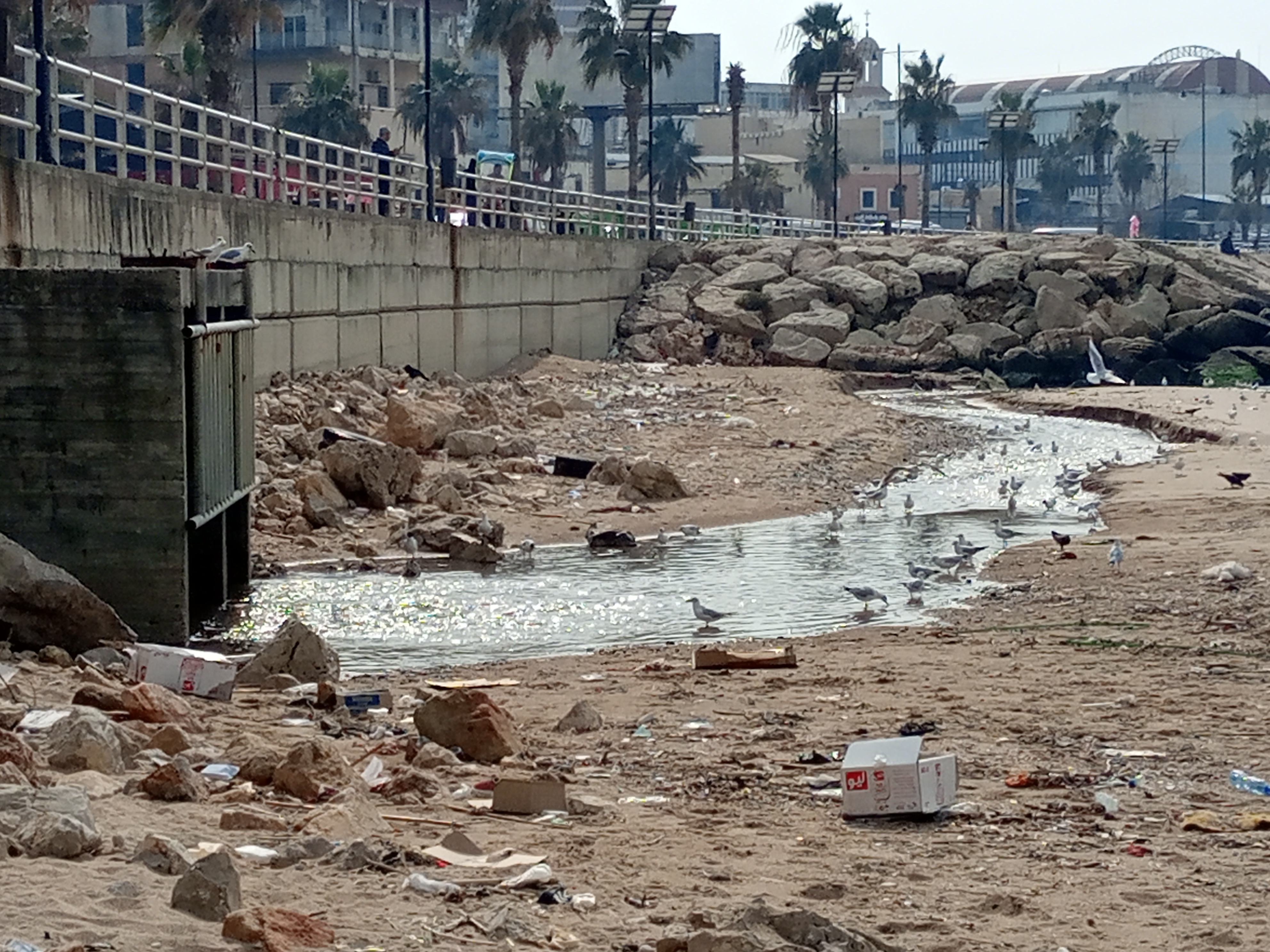
مصب للمجاري في صيدا - لبنان

يعد لبنان من الدول القليلة في الشرق الأوسط التي تتوفر على مخزون كاف من الموارد المائية. ليس فقط لكون لبنان محاطة بعدة أنهار كبيرة، ولكن لأنها تتوفر على أعلى معدل سنوي من التساقطات المطرية في المنطقة والذي يبلغ 827 ملم.

### المناخ
يتمتع لبنان بمناخ البحر الأبيض المتوسط، فالشتاء دافئ قصير ممطر، والصيف حار طويل وجاف.
تبلغ درجة الحرارة في شهر حزيران (الصيف) 29°م في المنطقة الساحلية للبلاد، بينما تنخفض في شهر يناير (الشتاء) إلى 13°م فقط، أما المناطق الجبلية فحرارتها منخفضة جدًا في شهور الشتاء، بينما تكون حرارتها معتدلة في شهور الصيف، مما يساعد على انتشار المصايف الجبلية التي تشتهر بها لبنان.
تسقط الأمطار في فصل الشتاء (نوفمبر ـ مايو)، وتسببها الرياح الغربية العكسية التي تهب من المحيط الأطلسي وخليج المكسيك مخترقة البحر الأبيض المتوسط من الغرب إلى الشرق فتصطدم بالجبال والساحل بشكل عمودي، مما يتسبب في سقوط أمطار غزيرة على البلاد، كما تسببها أعاصير البحر الأبيض المتوسط التي تتحرك خلال فصل الشتاء وأوائل الربيع.
وتختلف كمية المطر الساقطة على أجزاء لبنان من جهة إلى أخرى. فالسفوح الغربية لجبال لبنان الغربية أغزر أجزاء لبنان مطرًا بسبب ارتفاعها وتعامدها وتصل أمطارها إلى 1,500 ملم في السنة، وهي كمية أغزر مما يسقط على جبال لبنان الشرقية (400 ملم) وفي السهول الساحلية (350 ملم) ووادي البقاع (150 ملم).
يتميز لبنان بارتفاع نسبة الرطوبة بدرجة عالية جدًا خلال الصيف، وتزداد بشكل كبير على السواحل، مما يزيد من الإحساس بحرارة الصيف المرتفعة، بينما تقل الرطوبة النسبية في المناطق الداخلية.

### ارتفاع عدد السكان
اللبنانيون يشكلون حوالي أربعة ملايين شخص في لبنان. هذا الرقم لا يشمل العدد الكبير من اللاجئين السوريين الذين فروا إلى لبنان من سوريا لتجنب الحرب الأهلية السورية، أو السياح. هربًا من الاضطرابات المدنية في سوريا، هرب عدد كبير من السوريين إلى لبنان. في أبريل 2014، قدّر أن حوالي ربع سكان لبنان هم من اللاجئين السوريين. هذا العدد الهائل من اللاجئين الفارين إلى لبنان قد خلق ضغطًا كبيرًا على موارد لبنان، ووفقًا لوزير الخارجية اللبناني، جبران باسيل، هذا العدد لا يزال يهدد وجود لبنان اليوم. هذا العدد المتزايد من الناس في لبنان يخلق طلباً أكثر على المياه وهو ما لا يستطيع لبنان توفيره. من أجل منع هذا التهديد في المستقبل، هناك العديد من المشاريع التي يجري تنفيذها لمساعدة لبنان في مشاكله البيئية.

## مقالات متعلقة
- قضايا البيئة البحرية في لبنان